# 마쓰이 렌지
마쓰이 렌지(일본어: 松井 蓮之, 2000년 2월 27일 ~ )는 일본의 축구 선수로, 포지션은 수비형 미드필더이다. 현재 가와사키 프론탈레에서 베갈타 센다이로 임대되어 뛰고있다.

## 구단 경력
그는 2022년 J1리그의 가와사키 프론탈레에 입단했다. 2023년 5월 J2리그의 FC 마치다 젤비아로 임대 이적했다. 2023년 J2리그 우승으로 J1리그로 승격했다. 2024년 가와사키 프론탈레로 복귀했다. 2024년 3월 J2리그의 베갈타 센다이로 이적했다.

## 수상 내역

### 클럽
가와사키 프론탈레
- 슈퍼컵: 2024[2]